# Johan Häggström
Johan Häggström (* 10. März 1992 in Lilla Lappträsk, Kalix) ist ein schwedischer Skilangläufer.

## Werdegang
Häggström, der für den Piteå Elit SK startet, lief im Februar 2009 in Ulricehamn sein erstes Rennen im Scandinavian-Cup, welches er auf dem 171. Platz im Sprint beendete. Sein Debüt im Skilanglauf-Weltcup hatte er im Januar 2017 in Ulricehamn, das er auf dem 74. Platz über 15 km Freistil beendete. Im Dezember 2017 erreichte er in Vuokatti mit dem zehnten Platz im Sprint seine erste Top-Zehn-Platzierung im Scandinavian-Cup. Im Januar 2019 holte er in Dresden mit dem 12. Platz im Sprint seine ersten Weltcuppunkte. Zum Saisonende der Saison 2018/19 erreichte er beim Weltcupfinale in Québec, das er auf dem 16. Platz beendete, mit dem fünften Platz im Sprint seine erste Top-Zehn-Platzierung im Weltcupeinzel und errang abschließend den 45. Platz im Gesamtweltcup. Ende März 2019 wurde er in Gällivare schwedischer Meister über 50 km Freistil. Nach Platz 17 beim Ruka Triple zu Beginn der Saison 2019/20, belegte er den 31. Platz bei der Tour de Ski 2019/20 und erreichte in Dresden mit dem dritten Platz im Sprint und den zweiten Rang zusammen mit Marcus Grate seine ersten Podestplatzierungen im Weltcup. Zum Saisonende errang er den 26. Platz bei der Skitour, den 21. Platz im Gesamtweltcup und den neunten Platz im Sprintweltcup. In der folgenden Saison errang er den 26. Platz beim Ruka Triple und bei den nordischen Skiweltmeisterschaften 2021 in Oberstdorf den 44. Platz im 50-km-Massenstartrennen, den 19. Platz im Sprint und den vierten Platz mit der Staffel. Zudem wurde er schwedischer Meister im 30-km-Massenstartrennen. Im folgenden Jahr belegte er bei den Olympischen Winterspielen in Peking den 21. Platz über 15 km klassisch, den 13. Rang im Sprint und zusammen mit Oskar Svensson, William Poromaa und Jens Burman den vierten Platz in der Staffel.

## Teilnahmen an Weltmeisterschaften und Olympischen Winterspielen

### Olympische Spiele
- 2022 Peking: 4. Platz Staffel, 13. Platz Sprint Freistil, 21. Platz 15 km klassisch

### Nordische Skiweltmeisterschaften
- 2021 Oberstdorf: 4. Platz Staffel, 19. Platz Sprint klassisch, 44. Platz 50 km klassisch Massenstart
- 2023 Planica: 6. Platz Staffel, 13. Platz Sprint klassisch, 20. Platz 15 km Freistil

## Platzierungen im Weltcup

### Weltcup-Statistik
Die Tabelle zeigt die erreichten Platzierungen im Einzelnen.
- 1.–3. Platz: Anzahl der Podiumsplatzierungen
- Top 10: Anzahl der Platzierungen unter den ersten zehn
- Punkteränge: Anzahl der Platzierungen innerhalb der Punkteränge
- Starts: Anzahl gelaufener Rennen in der jeweiligen Disziplin
- Hinweis: Bei den Distanzrennen erfolgt die Einordnung gemäß FIS.

| Platzierung               | Distanzrennen a | Distanzrennen a | Distanzrennen a | Distanzrennen a | Distanzrennen a | Skiathlon Verfolgung | Sprint | Etappen- rennen b | Gesamt | Team c | Team c  |
| Platzierung               | ≤ 5 km          | ≤ 10 km         | ≤ 15 km         | ≤ 30 km         | > 30 km         | Skiathlon Verfolgung | Sprint | Etappen- rennen b | Gesamt | Sprint | Staffel |
| ------------------------- | --------------- | --------------- | --------------- | --------------- | --------------- | -------------------- | ------ | ----------------- | ------ | ------ | ------- |
| 1. Platz                  |                 |                 |                 |                 |                 |                      |        |                   |        |        |         |
| 2. Platz                  |                 |                 |                 |                 |                 |                      |        |                   |        | 1      | 3       |
| 3. Platz                  |                 |                 |                 |                 |                 |                      | 1      |                   | 1      | 2      |         |
| Top 10                    |                 |                 |                 |                 |                 |                      | 14     |                   | 14     | 9      | 3       |
| Punkteränge               |                 | 12              | 11              | 8               | 1               | 5                    | 54     | 6                 | 97     | 10     | 4       |
| Starts                    |                 | 14              | 23              | 8               | 2               | 14                   | 59     | 7                 | 127    | 10     | 4       |
| Stand: Saisonende 2024/25 |                 |                 |                 |                 |                 |                      |        |                   |        |        |         |

### Weltcup-Gesamtplatzierungen
| Saison  | Gesamt | Gesamt | Distanz | Distanz | Sprint | Sprint |
| Saison  | Punkte | Platz  | Punkte  | Platz   | Punkte | Platz  |
| ------- | ------ | ------ | ------- | ------- | ------ | ------ |
| 2018/19 | 150    | 45.    | 15      | 80.     | 105    | 25.    |
| 2019/20 | 381    | 21.    | 60      | 47.     | 268    | 6.     |
| 2020/21 | 86     | 56.    | 5       | 90.     | 71     | 23.    |
| 2021/22 | 86     | 50.    | 6       | 81.     | 80     | 27.    |
| 2022/23 | 406    | 37.    | 86      | 70.     | 296    | 26.    |
| 2023/24 | 958    | 16.    | 336     | 32.     | 598    | 13.    |
| 2024/25 | 245    | 72.    | 65      | 84.     | 180    | 36.    |